# WISE J0254+0223
WISEPA J025409.45+022359.1 förkortat till WISE J0254+0223, är en ensam stjärna belägen i den norra delen av stjärnbilden Valfisken. Den har en skenbar magnitud av ca 15,92 (J) och kräver ett ktaftfullt teleskop med kamera för att kunna observeras. Baserat på uppmätt parallax på ca 146,1 mas beräknas den befinna sig på ett avstånd av ca  22 ljusår (ca  6,8 parsec) från solen.

## Observation
WISE J0254+0223 upptäcktes 2011 från data som samlats in av Wide-field Infrared Survey Explorer (WISE)-satelliten — NASA:s rymdteleskop med infraröd våglängd på 40 cm, vilket uppdrag pågick från december 2009 till februari 2011. WISE J0254+0223 har två upptäcktsdokument: Scholz et al. (2011) och Kirkpatrick et al. (2011) (det första publicerades tidigare).
- Scholz et al. upptäckte två sena bruna dvärgar av T-typ, bland andra WISE J0254+0223, med hjälp av preliminära data från WISE och uppföljande nära-infraröd spektroskopi med LUCIFER1 nära-infraröd kamera/spektrograf vid Large Binocular Telescope (LBT).
- Kirkpatrick et al. presenterade upptäckten av 98 nya funna av WISE bruna dvärgar med komponenter av spektraltyperna M, L, T och Y, bland vilka också var WISE J0254+0223.[1]